# メチテピン
メチテピン(Metitepine)またはメチオテピン(Methiothepin)は、様々なセロトニン受容体やドーパミン受容体のアンタゴニストである。抗精神病薬として用いられる。